# Upper Bern
Upper Bern è una township degli Stati Uniti d'America, nella contea di Berks nello Stato della Pennsylvania. Secondo il censimento del 2000 la popolazione è di 1.479 abitanti.

## Società

### Evoluzione demografica
La composizione etnica vede una maggioranza di quella bianca (97,23%), seguita da quella asiatica (0,61%) dati del 2000.
| township di Upper Bern Popolazione |       |
| 2000                               | 1.479 |
| Stima al 2009                      | 1.678 |